# György Sarlós
György Sarlós (29 de julio de 1940) es un deportista húngaro que compitió en remo. Es padre de la también remera Katalin Sarlós.
Participó en tres Juegos Olímpicos de Verano entre los años 1960 y 1972, obteniendo una medalla de plata en México 1968 en la prueba de cuatro sin timonel. Ganó dos medallas de plata en el Campeonato Europeo de Remo, en los años 1967 y 1969.

## Palmarés internacional
| Juegos Olímpicos   | Juegos Olímpicos          | Juegos Olímpicos | Juegos Olímpicos   |
| Año                | Lugar                     | Medalla          | Prueba             |
| ------------------ | ------------------------- | ---------------- | ------------------ |
| 1968               | Ciudad de México (México) | Medalla de plata | Cuatro sin timonel |
| Campeonato Europeo |                           |                  |                    |
| Año                | Lugar                     | Medalla          | Prueba             |
| 1967               | Vichy (Francia)           | Medalla de plata | Cuatro sin timonel |
| 1969               | Klagenfurt (Austria)      | Medalla de plata | Cuatro sin timonel |